# Elementor (weboldalkészítő)
Az Elementor egy népszerű vizuális weboldalépítő bővítmény, WordPress oldalak felépítéséhez, amely lehetővé teszi a felhasználók számára, hogy kódolási ismeretek nélkül készítsenek és szerkesszenek weboldalakat. Az Elementor egy drag-and-drop (húzd és vidd) szerkesztőfelülettel rendelkezik, amely gyors és intuitív módot kínál a weboldalak tervezésére és testreszabására.

## Története
Az Elementor-t 2016-ban alapították, és azóta világszerte elterjedt a WordPress-felhasználók körében. A bővítmény gyors növekedésének köszönhetően az egyik legnépszerűbb oldalépítő megoldássá vált, és több millió aktív telepítéssel rendelkezik. Az Elementor mögött álló cég folyamatos fejlesztésekkel és frissítésekkel bővíti a funkciókat, hogy a felhasználók számára még rugalmasabb lehetőségeket biztosítson.

## Előnyök
Az Elementor egyik legnagyobb előnye a vizuális, drag-and-drop szerkesztőfelület, amely kódolási ismeretek nélkül is lehetővé teszi a professzionális weboldalak készítését. A sablon- és blokkgyűjtemény segítségével gyorsan hozhatók létre látványos és egyedi oldalak. Az Elementor Pro további funkciókat kínál, például egyéni fejléc- és láblécszerkesztést, dinamikus tartalmak kezelését és beépített marketingeszközöket. A bővítmény aktív közösséggel és folyamatos fejlesztésekkel rendelkezik, ami biztosítja a kompatibilitást és az új funkciók rendszeres bevezetését.

## Főbb funkciók
- Drag-and-drop szerkesztő – Kódolás nélkül lehet weboldalt építeni, a különböző elemeket egyszerűen a kívánt helyre húzva.
- Előre elkészített sablonok – A felhasználók számos professzionálisan megtervezett sablon közül is választhatnak - de akár teljesen üres "vásznon" is dolgozhatnak, teljesen egyedi weboldalakat hozva létre.
- Reszponzivitás – Az Elementor lehetővé teszi, hogy az egyes elemek külön-külön optimalizálhatók legyenek mobil, tablet és asztali nézethez.
- Egyéni widgetek és modulok – Számos beépített widget áll rendelkezésre, például szöveg, képek, videók, gombok és űrlapok.
- Popup Builder – Speciális eszköz felugró ablakok létrehozására, amelyeket marketing vagy értesítési célokra lehet használni (pro verzióban érhető el).
- WooCommerce támogatás – Lehetővé teszi az egyéni webáruház-oldalak kialakítását a WooCommerce integrációval.
- Theme Builder – Az Elementor Pro segítségével egyedi fejléceket, lábléceket és sablonokat lehet létrehozni a weboldal minden eleméhez.

## Elementor Pro
Az Elementor több verzióban is elérhető: egy ingyenes alapverzióban és több fizetős Elementor Pro verzióban - igényektől függően, akár ügynökségeknek is megfelelő támogatással és funkciókkal. A Pro verzió olyan további funkciókat kínál, mint az egyéni sablonok készítése, dinamikus tartalmak, haladó űrlapépítés és további bővítmények integrációja.